# Fahim Dashti
Fahim Dashti (paixtu: فهیم دشتي) (Afganistan, c. 1973 - vall del Panjshir, 4 o 5 de setembre de 2021) va ser un periodista, polític i militar afganès d'ètnia tadjik. El 2021 va exercir de portaveu del Front Nacional de Resistència de l'Afganistan durant l'ofensiva dels talibans a la vall del Panjshir.

## Trajectòria
Nascut al voltant de 1973 a l'Afganistan, va ser nebot del polític afganès Abdul·là Abdul·là, i un membre proper de la família del líder de l'Aliança del Nord Ahmad Shah Massud. Quan Massud va ser assassinat per un atac suïcida el 9 de setembre de 2001, ell es trobava al seu costat i va resultar greument ferit.
Després de la invasió dels Estats Units a l'Afganistan, va fundar un diari amb seu a Kabul i es va fer conegut per donar suport als periodistes i defensar la llibertat d'expressió a l'Afganistan. Va ser líder de la Unió de Periodistes Nacionals de l'Afganistan (UPNA), a més de ser una figura clau de la Federació per a Periodistes i Entitats Afganeses de Mitjans, fundada el 2012. A més, va contribuir a l'Informe sobre llibertat de premsa a l'Àsia meridional.
El 2021, després de la conquesta de l'Afganistan pels talibans, es va unir al Front Nacional de Resistència de l'Afganistan com a portaveu. Anteriorment, però, va rebutjat les ofertes dels talibans per a un càrrec governamental. Dashti va ser una de les principals fonts d'informació a la vall de Panjshir mentre els talibans van publicar declaracions a Twitter. Poc abans de la seva mort, va afirmar: «Si morim, la història escriurà sobre nosaltres, com a persones que defensaren el seu país fins al final de la línia». El 4 o el 5 de setembre de 2021 va morir en combat durant l'ofensiva dels talibans al Panjshir. La seva mort va ser confirmada pel seu amic Noor Rahman Akhlaqi a Facebook, així com per altres fonts. Els talibans van afirmar que havia mort mentre havien avançat cap a Bazarak, capital de la província de Panjshir. En canvi, la Federació Internacional de Periodistes va declarar que havia mort al costat del general Abdul Wodo Zara a Dashtak, districte d'Anaba. Segons fonts no especificades i l'analista de defensa Babak Taghvaee, Dashti va ser assassinat durant els combats per un atac de drons de la Força Aèria del Pakistan.
Després de la seva mort, antics companys, associats i organitzacions com l'UPNA, l'Associació de Periodistes Independents de l'Afganistan (APIA) i la Federació Internacional de Periodistes van publicar elogis en honor seu.